# Fahnmühle
Fahnmühle ist ein Gemeindeteil der Gemeinde Brennberg im Landkreis Regensburg (Oberpfalz, Bayern).
Der Weiler liegt im Bayerischen Wald, etwa 32 Kilometer östlich von Regensburg gelegen. Der Ort ist nach der gleichnamigen ehemaligen Getreidemühle am Höllbach benannt.

## Geschichte
Im Jahr 1805 gehörte der Ort zur Herrschaft Unterbrennberg und dann zur 1818 gegründeten Gemeinde Brennberg. Historische Schreibweisen des Ortsnamens sind Fanmühl und Fahnmühl. Noch bis zur Volkszählung 1950 ist nur ein Wohngebäude, das des Mühlenanwesens, nachgewiesen.

### Mühle
Das Mühlenanwesen mit der heutigen Hausnummer 1 war drei Generationen lang im Besitz der Familie Groß, die mit der Ablösung durch das Mühlengesetz von 1957 die Müller-Tätigkeit einstellte. Der heute noch bestehende Mühlgraben zweigt etwa 450 Meter oberhalb der Mühle vom Höllbach  ab und liegt am westlichen Talrand.
1972 wurde das Anwesen vom Ehepaar Leitner erworben und teilsaniert. Bis 1983 wurden alternative Projekte durchgeführt. Nach dem Verkauf des Anwesens wird die Fahnmühle zu Wohnzwecken genutzt.
Die Tradition der Mühlen im Ort wird fortgesetzt durch die Mühle von Josef Groß.

### Einwohnerentwicklung
- 1838: 008  Einwohner[2]
- 1860: 008 Einwohner[5]
- 1871: 005 Einwohner[3]
- 1885: 006 Einwohner[6]
- 1900: 010 Einwohner[7]
- 1913: 006 Einwohner[8]
- 1925: 011 Einwohner[9]
- 1950: 021 Einwohner[10]
- 1961: 013 Einwohner[11]
- 1970: 011 Einwohner[12]
- 1987: 016 Einwohner[13]